# Condado de Belmont
O Condado de Belmont é um dos 88 condados do Estado americano de Ohio. A sede do condado é St. Clairsville, e sua maior cidade é St. Clairsville. O condado possui uma área de 1 402 km² (dos quais 10 km² estão cobertos por água), uma população de 70 226 habitantes, e uma densidade populacional de 50 hab/km² (segundo o censo nacional de 2000). O condado foi fundado em 1 de setembro de 1081.